# Iodes seguinii
Iodes seguinii är en tvåhjärtbladig växtart som först beskrevs av Leveille, och fick sitt nu gällande namn av Alfred Rehder. Iodes seguinii ingår i släktet Iodes och familjen Icacinaceae. Inga underarter finns listade i Catalogue of Life.